# Mikakunin de Shinkōkei
Mikakunin de Shinkōkei (未確認で進行形) é uma série de manga seinen escrita e ilustrada por Cherry-Arai, e publicada na revista Manga 4-Koma Palette pela editora Ichijinsha desde abril de 2009. Uma adaptação em animé produzida pelo estúdio Doga Kobo foi exibida no Japão entre janeiro e março de 2014.

## Personagens
Kobeni Yonomori (夜ノ森 小紅, Yonomori Kobeni)
Voz de: Haruka Terui
Benio Yonomori (夜ノ森 紅緒, Yonomori Benio)
Voz de: Eriko Matsui
Mashiro Mitsumine (三峰 真白, Mitsumine Mashiro)
Voz de: Yuri Yoshida
Hakuya Mitsumine (三峰 白夜, Mitsumine Hakuya)
Voz de: Wataru Hatano
Mayura Momouchi (桃内 まゆら, Momouchi Mayura)
Voz de: Aimi Terakawa
Nadeshiko Kashima (鹿島 撫子, Kashima Nadeshiko)
Voz de: Ayane Sakura
Konoha Suetsugi (末続 このは, Suetsugi Konoha)
Voz de: Saki Fujita
Niko Ōno (大野 仁子, Ōno Niko)
Voz de: Asuka Kakumoto
Akane Yonomori (夜ノ森 茜, Yonomori Akane)
Voz de: Yui Watanabe
Shirayuki Mitsumine (三峰 白雪, Mitsumine Shirayuki)
Voz de: Yuri Komagata
Ui Komagamine (駒ヶ峰 初, Komagamine Ui)
Arata Komagamine (駒ヶ峰 新, Komagamine Arata)

## Média

### Manga
Mikakunin de Shinkōkei é publicado na editora Ichijinsha, no formato de manga de quatro quadradinhos por Cherry-Arai. O primeiro capítulo foi publicado a 22 de abril de 2009, na edição de junho de 2009 da revista Manga 4-Koma Palette (conhecida anteriormente como Manga 4-Koma Kings Palette). Em 27 de fevereiro de 2022, Manga 4-Koma Palette deixou de ser publicada e o mangá foi transferido para a Monthly Comic Rex no mês seguinte. A série terminou com o lançamento de seu último capítulo na edição de abril de 2024 da revista Monthly Comic Rex em 27 de março de 2024. Até 22 de julho de 2010, a série foi coletada em quinze volumes tankōbon, tendo o último volume sido publicado em setembro de 2023. O quarto volume foi publicado com uma edição limitada a 28 de dezembro de 2013, que foi empacotada com um DVD com um teledisco da canção Zentaiteki ni Sensation (ぜんたい的にセンセーション), interpretada por Haruka Terui, Eriko Matsui e Yuri Yoshida. Um OVA foi lançado com a edição limitada do quinto volume.
| N.º | Data de lançamento      | ISBN              |
| --- | ----------------------- | ----------------- |
| 1   | 22 de julho de 2010     | 978-4-7580-8088-0 |
| 2   | 22 de outubro de 2011   | 978-4-7580-8135-1 |
| 3   | 22 de novembro de 2012  | 978-4-7580-8161-0 |
| 4   | 28 de dezembro de 2013  | 978-4-7580-8194-8 |
| 5   | 28 de março de 2014     | 978-4-7580-8198-6 |
| 6   | 20 de março de 2015     | 978-4-7580-8228-0 |
| 7   | 22 de março de 2016     | 978-4-7580-8260-0 |
| 8   | 22 de maio de 2017      | 978-4-7580-8286-0 |
| 9   | 21 de julho de 2018     | 978-4-7580-8308-9 |
| 10  | 22 de julho de 2019     | 978-4-7580-8323-2 |
| 11  | 22 de julho de 2020     | 978-4-7580-8348-5 |
| 12  | 22 de junho de 2021     | 978-4-7580-8364-5 |
| 13  | 21 de abril de 2022     | 978-4-7580-6971-7 |
| 14  | 27 de fevereiro de 2023 | 978-4-7580-8409-3 |
| 15  | 27 de setembro de 2023  | 978-4-7580-8449-9 |

### Animé
O animé foi transmitido no Japão pela Asahi Broadcasting Corporation entre 8 de janeiro e 26 de março de 2014. A série foi realizada por Yoshiyuki Fujiwara, escrita por Fumihiko Shimo e as personagens foram desenhadas por Ai Kikuchi, que também desempenhou a função de realizador-chefe da animação no estúdio Doga Kobo. O animé também foi exibido nos canais AT-X, Tokyo MX e BS11. A série também foi transmitida simultaneamente através de fluxo de média pela Crunchyroll, sob a distribuição da Sentai Filmworks. A série foi lançada em seis volumes de DVD e blu-ray entre 19 de março e 20 de agosto de 2014. O primeiro volume contém um episódio em OVA de doze minutos. Um episódio em OVA de dez minutos foi lançado a 28 de março de 2014, com a edição limitada do quinto volume tankōbon do manga.
Episódios
| #     | Título                                                                                           | Exibição original       |
| ----- | ------------------------------------------------------------------------------------------------ | ----------------------- |
| 1     | "Nanigoto mo Saisho ga Kanjin desu (何事も最初が肝心です)"                                       | 8 de janeiro de 2014    |
| 2     | "Rori Kojūtome tte no mo Warukunai wa (ロリ小姑ってのも悪くないわ)"                              | 15 de janeiro de 2014   |
| 3     | "Rabukome no Hadō o Kanjiru (ラブコメの波動を感じる)"                                            | 22 de janeiro de 2014   |
| 4     | "Are wa Tada no Hentai desu (あれはただのへんたいです)"                                          | 29 de janeiro de 2014   |
| 5     | "Kore ga Keisanpu dato (これが経産婦だと)"                                                       | 5 de fevereiro de 2014  |
| 6     | "Sō da, Kojūto de Umeyō (そうだ、小姑でうめよう)"                                                | 12 de fevereiro de 2014 |
| 7     | "Sore wa Sore, Kore wa Kore (それはそれ、これはこれ)"                                            | 19 de fevereiro de 2014 |
| 8     | "Imōto no Kanashimi o Iyasu no wa, Imōto (妹の悲しみをいやすのは、妹)"                           | 26 de fevereiro de 2014 |
| 9     | "Kutsujoku desu, Hazukashime o Ukemashita (くつじょくです、はずかしめをうけました)"              | 5 de março de 2014      |
| 10    | "Dere-ki to Iu Tango o Shirabetara (デレ期という単語を調べたら)"                                 | 12 de março de 2014     |
| 11    | "Hankachi o Tanoshinderu no yo (ハンカチを楽しんでるのよ)"                                       | 19 de março de 2014     |
| 12    | "Wakatteru? Wakatteru (わかってる? わかってる)"                                                  | 26 de março de 2014     |
| OVA 1 | "Mite. Are ga Watashi-tachi no Tomatteiru Ryokan yo. (見て。あれが私たちの泊まっている旅館よ。)" | 19 de março de 2014     |
| OVA 2 | "Kamo Nikutte Midori-ppoi Aji ga suru no ne. (鴨肉って緑っぽい味がするのね。)"                   | 28 de março de 2014     |